# Liste der Hanauer Kirchengemeinden

## Römisch-Katholisch
Diözese Fulda (Stadtgebiet nördlich des Mains)
- Hl. Geist (Großauheim)
- Hl. Geist (Lamboy)
- St. Elisabeth (Kesselstadt)
- St. Jakobus (Großauheim)
- St. Josef (Süd-östl. Innenstadt)
- Stadtpfarrkirche Mariae Namen

Diözese Mainz (Stadtgebiet südlich des Mains)
- Pfarrgemeinde Peter und Paul Klein-Auheim
- Pfarrgemeinde St. Nikolaus Steinheim
- Pfarrgemeinde St. Johann Baptist Steinheim mit den Kirchen St. Johann Baptist und Marienkirche

## Evangelisch-Uniert
Evangelische Kirche von Kurhessen-Waldeck (Stadtgebiet nördlich des Mains)
- Evangelische Stadtkirchengemeinde Hanau mit den ehemals selbständigen Gemeinden[Anm. 1]:
  - Marienkirche
  - Johanneskirche
  - Christuskirche
  - Kreuzkirche
- evangelische Kirchengemeinde Hanau-Kesselstadt (Friedenskirche)
- evangelische Kirchengemeinde Mittelbuchen (St.-Bonifatius-Kirche)
- Kirchengemeinde Hanau-Wolfgang (Lutherkirche)
- Kirchengemeinde Großauheim (Gustav-Adolf-Kirche)

Evangelische Kirche in Hessen und Nassau (Stadtgebiet südlich des Mains)
- Erlöserkirche (Klein-Auheim)
- Kirchengemeinde Steinheim

## Evangelisch-reformiert
- Wallonisch-Niederländische Gemeinde

## Freikirchlich
- Adventgemeinde Hanau (Rosenau)
- Baptisten-Gemeinde Hanau im BEFG (Innenstadt)
- C3 Church Hanau (Großauheim)
- Charity Church Hanau (Lamboy)
- Freie Christengemeinde Hanau im BFP (Kesselstadt-Rosenau)
- Freie evangelische Gemeinde (Kesselstadt-Weststadt)
- Kirche des Nazareners Hanau (Innenstadt)

## Armenische Apostolische Kirche
- Union der Armenischen Apostolischen Kirchen in Hessen und Umgebung

## Weitere Glaubensgemeinschaften
- Kirche Jesu Christi der Heiligen der Letzten Tage
- Jehovas Zeugen (Die Zusammenkünfte finden zu unterschiedlichen Zeiten in Deutsch, Englisch, Spanisch und Russisch statt)
- Neuapostolische Kirche